# WTA Lyon

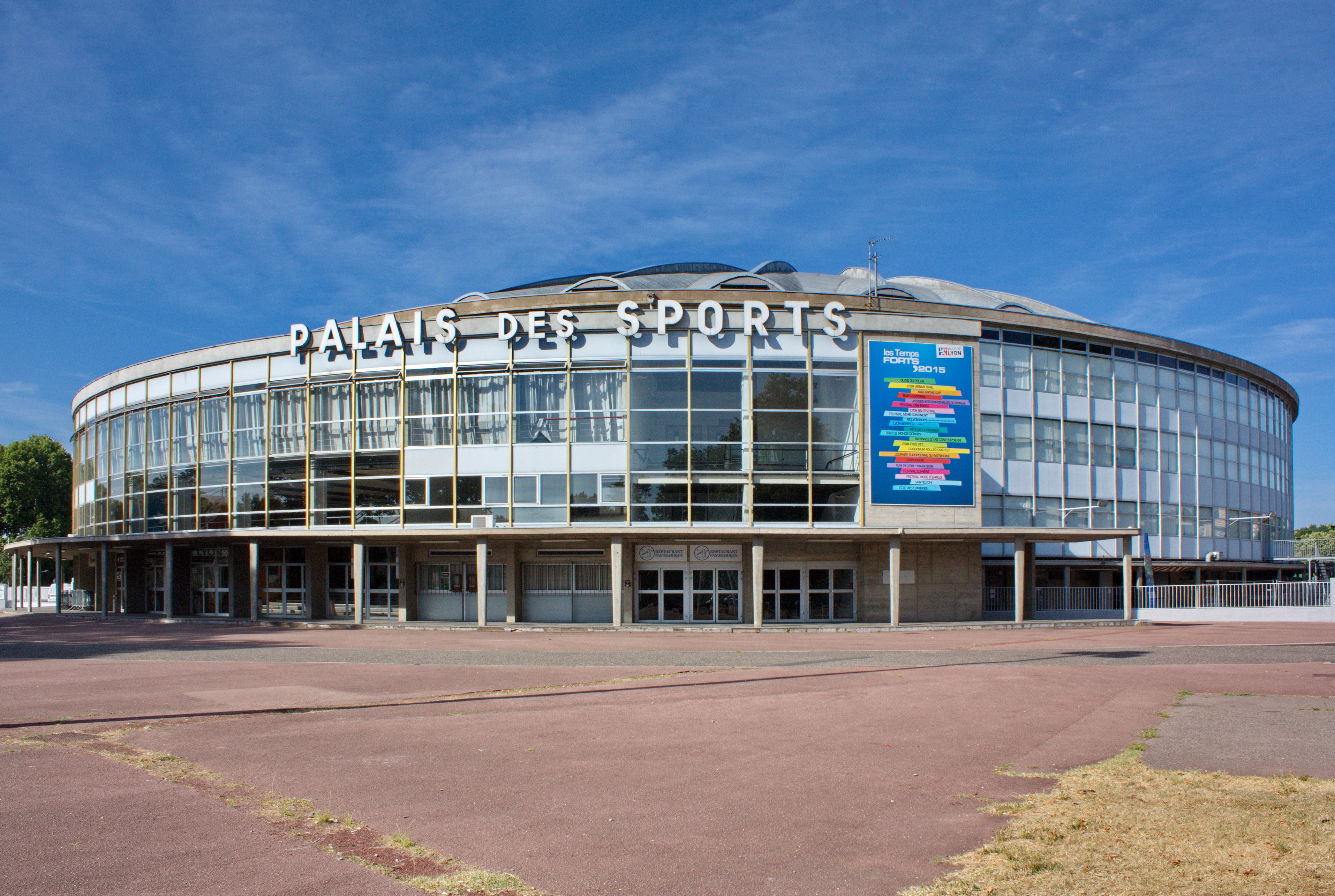
Palais des Sports de Gerland (2015)

Das WTA Lyon (offiziell: Open 6ème Sens — Métropole de Lyon) ist ein Tennisturnier der Kategorie WTA 250 der WTA Tour, das in Lyon erstmals Anfang März 2020 ausgetragen wurde.
Spielstätte für das Turnier in Lyon ist der Palais des Sports de Gerland, der eine Kapazität von 6.500 Sitzplätzen bietet.

## Siegerliste

### Einzel
| Jahr                         | Siegerin     | Finalgegnerin      | Ergebnis      |
| ---------------------------- | ------------ | ------------------ | ------------- |
| ↓ Kategorie: International ↓ |              |                    |               |
| 2020                         | Sofia Kenin  | Anna-Lena Friedsam | 6:2, 4:6, 6:4 |
| ↓ Kategorie: 250 ↓           |              |                    |               |
| 2021                         | Clara Tauson | Viktorija Golubic  | 6:4, 6:1      |
| 2022                         | Shuai Zhang  | Dajana Jastremska  | 3:6, 6:3, 6:4 |
| 2023                         | Alycia Parks | Caroline Garcia    | 7:67, 7:5     |

### Doppel
| Jahr                         | Siegerinnen                      | Finalgegnerinnen                          | Ergebnis         |
| ---------------------------- | -------------------------------- | ----------------------------------------- | ---------------- |
| ↓ Kategorie: International ↓ |                                  |                                           |                  |
| 2020                         | Laura-Ioana Paar Julia Wachaczyk | Lesley Pattinama Kerkhove Bibiane Schoofs | 7:5, 6:4         |
| ↓ Kategorie: 250 ↓           |                                  |                                           |                  |
| 2021                         | Viktória Kužmová Arantxa Rus     | Eugenie Bouchard Olga Danilović           | 3:6, 7:5, [10:7] |
| 2022                         | Laura Siegemund Wera Swonarjowa  | Alicia Barnett Olivia Nicholls            | 7:5, 6:1         |
| 2023                         | Cristina Bucșa Bibiane Schoofs   | Olga Danilović Alexandra Panowa           | 7:65, 6:3        |